# Bitwa pod Neuermühlen
Bitwa pod Neuermühlen – bitwa stoczona 29 czerwca 1298 roku, pomiędzy Litwinami pod wodzą wielkiego księcia litewskiego Witenesa a wojskami Zakonu krzyżackiego dowodzonymi przez komtura królewieckiego Bertolda Bruhavena.
W roku 1298 Witenes przeszedł do ofensywy w Inflantach. Na początku roku udało mu się rozbić wojska inflanckiej gałęzi zakonu krzyżackiegow bitwie nad Trejderą. Natomiast interwencyjna wyprawa wojsk komtura królewieckiego w głąb Litwy nie przyniosła żądanych efektów. Wobec takiego obrotu sprawy wielki mistrz Gotfryd von Hohenlohe zadecydował o ponownej interwencji. Jednak tym razem wyprawa miała dotrzeć bezpośrednio na Inflanty, a celem jej było wsparcie kawalerów mieczowych w walkach z Litwinami i wewnętrzną opozycją. Na czele sił krzyżackich stanął komtur królewiecki Bertold Bruhaven. Wyprawa zakończyła się wielkim sukcesem wojsk zakonnych. Do zwycięskiego starcia doszło pod zamkiem Neuermühlen (obecnie miejscowość Ādaži na północ od Rygi).
Zwycięstwo to pozwoliło Zakonowi krzyżackiemu na unormowanie sytuacji w Inflanach, oraz na zintensyfikowanie swoich działań na terenie Żmudzi i Auksztoty W latach 1300–1315 dokonali oni 20 udokumentowanych rejz na Litwę.